# Charles Liblau
Charles Liblau (1910, Tarnów – 1973, Paříž) byl polský spisovatel a vězeň koncentračních táborů.

## Život
Narodil se v Tarnově v roce 1910. Pocházel z velmi chudé židovské rodiny, a proto musel již od 13 let pracovat. Díky této zkušenosti se stal aktivním členem komunistické strany, jež byla v té době v Polsku zakázaná. Kvůli svým politickým názorům byl vězněn. Po propuštění z vězení opustil Polsko a odjel do Španělska, kde se účastnil bojů proti armádě generála Franka. Po porážce levice odešel do Francie, kde jej zastihla válka. Působil ve francouzském odboji. Během této činnosti byl zatčen a transportován do Auschwitzu, kde byl zaregistrován pod vězeňským číslem 54297. Později prošel také koncentračními tábory Mauthausen, Melk a Ebensee.
Po válce žil ve Francii, kde v roce 1973 zemřel.

## Dílo
Charles Liblau je autorem jediné knihy vzpomínek na život v koncentračním táboře Auschwitz-Birkenau - Kapo z Auschwitz. Knihu napsal původně v polštině a přeložil ji do francouzštiny. Francouzská verze byla vydána rok po jeho smrti v pařížském nakladatelství „La Pensée Universelle“. Původní polský text byl publikován až v roce 1996 v Nakladatelství Státního muzea v Osvětimi - Březince.